# Археологія Курської області
Археологія Курської області — археологічні дослідження на території Курської області, що проводяться з метою вивчення первісних суспільств.

## Археологічно-територіальний поділ
Курська область відноситься до східноєвропейського лісостепу.
- Основна територія Курської області відноситься до Горішнього Посем'я; тут зосереджені міста Курськ, Желєзногорськ, Курчатов, Льгов, Рильськ, Обоянь, Дмитрієв-Льговський, Фатіж.
- Південний край області належить до верхів'їв Попсілля; тут розташоване місто Суджа.
- Північно-східний кут області належить сточищу Бистрої Сосни Горішнього Подоння; тут розташоване місто Щигри.
- Південно-східний кут належить до сточища річки Оскіл Сіверськодонеччини;
- невеликий північно-західний кут, частина Хомутівського району відноситься до Подесіння.

## Давня кам'яна доба Курської області
Виявлені залишки фауни четвертинний період: мамут, зубр, шерстистий носоріг тощо.

### Мустьєрська культура
Найдавніша знахідка давньокам'яної доби, ручне рубило виявлене у Погребків над річкою Суджа у Суджанському районі, що можливе віднести до пізньої ашельської або мустьєрської культури (100—40 тисяч років тому).
Трохи молодшою є стоянка-майстерня у села Гремячка Обоянського району над річкою Псел, що відноситься до пізньої мустьєрської культури.

## Пізня давньокам'яна доба

### Костенківсько-авдіївська культура
Виявлено численні епіпалеолітичні пам'ятки:
- у Рильському районі Жовтневе-6, Жовтневе-7;
- Курськ-1, Курськ-2;
- у Октябрському районі найвідоміша стоянка давньокам'яної доби Курської області — Авдіївська стоянка.

Авдіївська стоянка сучасна останнім фазам льодовикового періоду. На водорозділі була тайга.

## Середньокам'яна доба
Середньокам'яна доба тривала з 13-10 тисячоріччя до н. е. до 5—4 тисячоріччя до н. е. До того часу закінчується льодовиковий період. й починається сучасний голоцен. Ліс стає поширеним у 7700—6200 років до н. е.
Середньокам'яні пам'ятки у Курській області майже не вивчені. Виявлено на багатошарових поселеннях на перших надзаплавних терасах, дюнах й у заплавах річок. Тонкий культурний пласт середньокам'яних стоянок області свідчить про короткочастність стоянок.
- у Біловському районі пласт у Бобрава-1,
- у Обоянському районі пласт у Картамишеве-2.

## Новокам'яна доба
Тривала у 4000—3000 роках до н. е. Відомо кілька десятків пам'яток у області цієї доби. Новокам'яні пам'ятки Курщини слабо вивчені археологами за причиною меншої розвиненость її території за нововкам'яної доби у порівнянні з Подесінням, де подібних пам'яток сотні.
Найвідомішою є стоянка Курочкине-3а у Біловському районі. Культурна приналежність новокам'яних пам'яток не визначена, проте, ймовірно, належить до деснянської новокам'яної культури.

## Мідна доба
Тривала у 3000—2200 роках до н. е. Основний центр мідної доби був південніше Курської області.
Відомі окремі знахідки мідної доби на багатошарових поселеннях:
- у Біловському районі Курочкине-3а, Курочкине-8;
- у Глушківському районі Попово-Лежачі-4.

## Бронзова доба
Великі зміни відбуваються у Посем'ї за бронзової доби у 2200—700 роках до н. е.
Численні курганні могили у Подонні на сході області, а також у Посем'ї у Глушковському, Кореневському та інших районах містять поховання катакомбної, абашевської та зрубної культур. Ці пам'ятки не були вивчені та тільки відомі за знахідками вилощених сокир що залишилися після розораних курганих могил.

### Середньодніпровська культура
Тут оселяються скотарсько-землеробські племена культури шнурової кераміки. Джерелом цього населення було північне Надчорномор'я, Дніпро-Віслянське міжріччя. Серед дослідників поширена думка про початок формування слов'янської, балтської, германської та фінської етномовних спільнот на землях Східної Європи за бронзової доби.
Майже нічого не відомо про ранню бронзову добу. у Посем'ї.
Пам'ятки, ймовірно належали до середньодніпровської культури (2400—2000 роки до н. е.) з культурним центром у Подесінні, що належала колу культур шнурової кераміки:
- у Біловському районі Гочеве-Ю-1;
- у Суджанському районі Горналь-15.

### Сосницька культура
Сосницька культура була поширена у Середній Надніпряншині та Посем'ї у 1900—1000 роках до н. е. Городища та переважно неукріплені поселення на високих мисах річок; могильники. Площа поселень складає 1-3 га. Житла наземні та напівземлянки зі стовбовою конструкцією на 1-2 приміщення з ямами для вогнища, кам'яними або купольними печами. Померлих ховали у ґрунтових та курганних могилах. Бронзові вироби відносно рідкісні. Значення землеробства значно зросла.

### Бондарихинська культура
Бондарихинська культура (1100—800 роками до н. е.) була поширена на Сіверськодонеччині, Поворсклі та Попсіллі. Межа з пізньою соснівської культурою умовно проходили по межі Посем'я й Попсілля. Представлена поселеннями й кількома городищами за межами Курської області.
Поховання трупоспалення в урнах, або округлих ямках у ґрунтових могилах. Трупопокладення рідкісне.
Характерною рисою бондарихинської культури є гончарні вироби з домішкою піску та шамоту. Виробів з бронзи небагато.
Сосницька та бондарихинська культури безпосередньо сформували юхнівську й посеймську скіфоподібну культури ранньої залізної доби лісостепу.

### Катакомбна культура
На частині території області були виявлені матеріали катакомбної культури (2500—1900 роки до н. е.):
- на заході у Глушковському районі у Попово-Лежачи-4;
- на сході у Подонні у Касторненському районі скарб-ливарника у сільця Скакун деякі дослідники відносять до катакомбної культури.

### Абашевська культура
Ймовірно що деякі матеріали бронзової доби належать до абашевської культури (2200—1700 роки до н. е.), що займала значну територію від Башкирії до Воронізької області. Окремі знахідки носіїв культури:
- у Курчатовському районі на колишньому поселенні Успенка

Абашевці були переважно скотарями з додатком землеробства. Абашевці були першими у використанні мідних покладів на Уралі.

### Зрубна культура
Пам'ятки виявлені у Біловському, Глушковському та інших районах віднесені дослідниками до зрубної культури, поширеної на просторі від Волги до Дніпра у 1600—1100 роках до н. е.

## Рання залізна доба
Достатньо добре вивчена рання залізна доба, що тривала на Курщині з приблизно 700 року до н. е. Посем'я як й Попсілля відносилося до кола Великої Скіфії.
Після юхнівської й залишків скіфоподібної культури на Курщині постають культур невідомо як пов'язані з попередніми. Тут присутні пам'ятки усіх лісостепових культур 1-го тисячоріччя по н. е.: зарубинецької, київської, черняхівської, колочинської, волинцівської, роменської та давньоруської.

### Скіфоподібна (попільнича) культура
Характерні знахідки культури: мечі-акинаки, наконечники стріл, шпильки та інші, свідчать про постійну торгівлю попільничої культури зі Скіфією.
Городища попільничої культури були положені на мисах корінних терас річки Сейм та її приток. Вони мали захист валами, ровами, та стінами. Стіни були плетеними обмазані глиною та випалені.
Городища попільничої культури у Посем'ї:
- у Льговському районі Мариця, Кудеярова гора;
- у Курчатівському районі Кузина гора, Плаксине;
- у Курському районі Глібове, Нартове, Шуклинка;
- у Дмитрієвському районі Моїсейове;
- у Жовтневому районі Липине
- у Золотухинському районі Переверзеве-1.

Житла розміщувалися ближче до укріплень городищ. Були невеликі за площею 9—24 кв. м. Опалювалися відкритими вогнищами. У такій хаті могли мешкати 2—5 осіб.
Виявлено численні вироби із заліза, бронзи, глини, кістки, каменю.
Головне заняття попільничої культури землеробство й скотарство. Виявлено зерна ячменю, пшениці, проса, глиняні форми коржиків, хлібців, бобів та гороху. Ями зернових комор.
Переважно розводили велику рогату худобу, а також коней, свиней, кіз та овець.  Полювали на лося, ведмедя, бобра, кабана, косулю, лисицю, зайців.
З заліза та бронзи виготовляли
- знаряддя: серпи, долота, тесла, ножі, шила, голки;
- зброю: акинаки, списи, наконечники стріл;
- псалії;
- прикраси: шпильки, персні, наруччя, теліванчики.

Бронзові вироби були зі Скіфії, та з балканської сировини, що поставлялася через Поділля, Побожжя та правобережну Наддніпрянщину.
Ймовірно був розвинутий землеробський культ.
Поховання попільничої культури невідомі.
Сучасні культурі скіфські кургани виявлені у сусідніх Білгородській та Воронізькій областях та тільки декілька на сході Курської області у Подонні.

### Юхнівська культура
У 5-му сторіччі до н. е. у Курському Посем'ї наступає доба юхнівської культури (750 до н. е. — 100 н. е.). Місцеве населення частково залишає поселення. Так сталося з Марицьким городищем. Проте у городищах Кузина гора, Липине, Шуклинка, Переверзеве-1 та продовжувалася попільнича культура. Юхнівське Олександрівське городище відстояло від городища Кузина гора скіфоподібної культури всього у 150 метрах. Деякі городища у Посем'ї з'являються тільки з приходом юхнівців:
- у Хомутівському районі Красний курган;
- у Рильському районі Тимохине;
- у Льговському районі Сугрове;
- у Курчатівському районі Березуцьке.

Зростає чисельність селищ.
Поширюються довгі житла на кілька приміщень
Характерний юхнівський ґрунтовий могильник 400—200 років до н. е. на колишньому Марицькому городищі, єдиний на Курщині могильник скіфської доби.
Найактивніші зв'язки зі скіфами були у 600—400 роках до н. е.

### Пізньо-Зарубинецька культура
У Курській області у 50—200 роках була поширена зарубинецька на своєму пізньому етапі. Характерним поселенням культури є Картамишеве-2 у Обоянському районі над річкою Псел;.
Житла наземні, стовбової конструкції, невеликі 5,5 × 2,4 метри.
Виявлено залізоливарний горн у Суджанському районі у Богданівці.
Знахідки з пізньозарубинецьких пам'яток нечисельні.

### Київська культура
Нарід пізньо-зарубинецької культури взяв участь у формуванні сейминсько-сіверодонецької групи київської культури (200—500 роки). Київська культура в основному займала горішню Наддніпрянщину та Подесіння. Її поселення вивлені у Курській, Білгородській, Липецькій областях й навіть на Самарській Луці у Надволжі.
Пам'ятками київської культури є:
- кілька десятків пам'яток у Посем'ї на заході та центрі області:
  - у Глушківському районі Попово-Лежачи-4;
  - у Коренівському районі Гапонове, Десяте Жовтня;
  - у Курському районі Каменеве-2, Букріївка-2;
  - у Жовтневому районі Авдіївське селище — найхарактерніша пам'ятка культури на Курщині;
  - у Золотухинському районі Воробївка-2;
- пам'ятки у Попсіллі:
  - у Біловському районі Гочеве Ю-1, Гочеве Ю-2;
  - у Суджинському районі;
  - у Обоянському районі Шмиреве-1.

Поселення переважно розміщувалися на краях 1-ї та 2-ї надположних річкових терасах. Площа не перевищувала 1—2 га, а у горішній Наддніпрянщині — 6—10 га. Зрубні, стовбової конструкції житла-напівземлянки заглиблені на 50—120 см, площею 10—17 м² з відкритим вогнищем.
Ґрунтові могильники з залишками кремації.
Господарство землеробське з прихатнім скотарством.
На землях київської культури з'являються групи черняхівського населення. Триває торгівля з готською державою. Виявлені також речі сарматського, гунського та балтського походження.
Більшість дослідників вважає носіїв київської культури слов'янами.

### Черняхівська культура
Горішнє Попсілля Курської області є найпівнічнішим краєм черняхівської культури (200—400 роки).
Багато пам'яток у Посем'ї, що раніше вважалися черняхівськими, почали відносити до пізніх пам'яток київської культури, наприклад у Коренівському районі Комарівка-2 й Снагость-2.
У 380—410 роках черняхівці залишають свої торгові форпости у краї київської культури.

### Колочинська культура
Колочинська культура (400—690 роки) була поширена у курському Посем'ї й Попсіллі. Вона була відсутня у Подонні.
Багато дослідників пов'язують колочинську культуру з антами.
Поселеннями були неукріплені селища положені на других надположних терасах річок. Рідше колочинський шар виявлено у багатошарових городищах. Житла напівземляні з заглибленням у 30—80 см, з довжиною стін у 2,8—5,1 м з відкритим вогнищем. Стіни каркасно-плетені, або колодні.
Три різновидів посуду на думку А. М. Обломського свідчить про три етнографічні групи у складі колочинської культури.
Ґрунтові могильники з переважаючими трупоспаленнями на боку в урнах або у ґрунт:
- у Суджинському районі Княжий;
- у Курському районі у села Лебяже:
- у Обоянському районі Картамишеве.

Рідкісні підкурганні поховання. Відома така могила у Рильському районі у сільця Артушкове.
Для Подесіння доведений генетичний зв'язок колочинської культури з попередньою київської по формі посуду, конструкції жител та ряду побутових речей. У лісостепу, у тому числі Посем'ї змішалися традиції деснянської та сейминсько-сіверодонецької груп київської культури. Прикладом такого змішування є поселення Каменеве-2 у Курському районі.

#### Скарби
Скарби відносяться до доби великого переселення народів.
Скарби були затаєні або у 625—670 роках з просуванням на північ болгар під тиском Хозарського каганату, або у 670—700 роках із рухом авар, виникненням 2-го Тюркського каганату а також візантійських походів проти слов'ян.
Два відомих Суджанські скарби належать до візантійських старожитностей 300—500 років.
Перший скарб знайдений 1919 року біля сільця Великий Кам'янець у верхів'ях річки Суджа містив у собі срібний глек з горбуватим зображенням муз, уламок ручки срібної посудини, срібний фалар, частина бронзового цеберка, золоті нашивні бляшки. Зараз зберігається у Збройовій палаті. Зі скарбу зникли золота шийна гривня, дві золоті наручні обручки, золотий перстень й скляний келих. Скарб був покладений у могилу померлого.
Другий скраб знайденого 1928 року у 300 метрах від першого містив золоту гривню, золотий ланцюг та дві золоті ручні обручки.
Новий судженський скарб, датований 500—700 роками був знайдений у місті Суджа на поселенні Суджа-6 містив у собі бронзові пальчасті фібули, срібні дротові й спіральні скроневі обручки, бронзову дротову гривну, бронзові та срібні трубки-пронизки, кругла трапецієподібна навіска, бронзові ланцюжки, бурштинові намистини та срібний пасковий набір.
Гапонівський скарб знайдений у поселенні Гапонове Коренівського району містив 411 речей: срібні й бронзові жіночі прикраси (чолові обідця-стрічки, пальчасті й пластинчасті фібули, гривни, навіски, пронизки, дзвоники, бурштинові й скляні намиста та інші), чоловічі паскові набори зі срібла та бронзи (застібки, бляшки, накладки, наконечники ремнів), кінська збруя (залізні вудила, гнуздеві набори та інші), навіски, каблучки та інші.

## Раннє середньовіччя
У 8 сторіччі на території колишньої колочинської культури з місцевого населення та нової хвилі слов'янських переселенців формується нова культурна-історична спільнота з якої виходять спочатку волинцівська культура (700—900 роки), згодом з впливом хозарської салтівської культури формується роменська. Це призвело до формування слов'янського племені сіверян.

### Волинцівська культура
Дослідники вважають, що волинцівська культура склалася на основі колочинської та пеньківської культур.
Неукріплені поселення нечисельні у Курській області. Здебільшого це культурні шари на вже існувавших поселеннях, як Курочкине-3а, Гочеве Ю-3 у Біловському району у горішньому Попсіллі та інші.
Житла культури напівземлянки з вальковими печами.

### Роменська культура
Дослідники пов'язують роменську культуру (790—1020 роки) з літописним племенем сіверян, про яких у «Повісті минулих літ» написано «сідоша по Десні, по Семи, по Сулі і нарекоша сівер» (ПМЛ, 1996 рік, стр. 8). Сіверяни були значним слов'янським племінним об'єднанням у 800—1000 роках.
У горішньому Посем'ї й Попсіллі волинцівська культура змінюється роменською приблизно у 790-их роках. У Подонні існувала споріднена борщевська культура, що входить до роменсько-борщевської культури.
Пам'ятки культури повсюдні на заході області, вони доходять у Посем'ї до річки Рать на сході й верхів'їв річки Тускарь на півночі. Займають Попсілля до верхів'я. Численними на Курщині є пам'ятки роменської культури: десятки городищ й сотні селищ.
Поселення групуються гуртами: на одне городище припадає 8—15 селищ. Таковими гуртами є Горналь й Гочеве на річкою Псел, Переверзеве над Тускарем, Маслово й Липине над Сеймом, Городище й Титове над Раттю.
Війни Олега (884 рік) й Святослава (964 рік) з Хозарським каганатом, походи Святослава й Володимира на Волзьку Болгарії, рух угорців, печенігів, половців, насильне приєднання сіверян до Києва тощо погано впливала на розвиток Курщини.
Визначними пам'ятками культури є:
- у Суджинському районі Велике Горнальське городище та могили над річкою Псел;
- у Золотухинському районі над річкою Тускар городища Мешкове-1, Переверзеве-2, селище Жорновець-2, могильники у сільців Мешкове, Жорновець й Переверзеве;
- у Курському районі могильник у села Леб'яже;
- у Біловському районі Гочевський могильник.

Житла напівземлянки стовбової конструкції розміром 3,5 × 2,5 м. Житла були безладно розкидані на площі городищ. Проміжки між ними були заповнені погребами, коморами. хлівами та господарськими ямами. На пізньому етапі з'являються й денеде починають домінувати хати-підкліти. Визначна господарська споруда на Великому Горнальському городищі — громадський центр по переробці та зберіганню збіжжя.
Поховання у курганні могили трупоспаленням на боці в урнах або без. Рідкісний супровідний інвентар обпалений у кремаційному вогню. У 11 сторіччі трупоспалення припиняється.
За матеріалами Курського Посем'я А. А. Ушаков виділив 5 періодів роменської культури 800—1015 років.
З 875 року кераміка імітується за руським та хозарським (салтівської культури) зразками. Поступово салтівська кераміка зменшується, а руська збільшується.
У 800—820 роках сіверяни підпадають під Хозарського каганату. Після походу 884 року князя Олега та 9964 року князя Святослава сіверяни платять вже подать Києву.
Особливості роменської культури припиняються відстежуватися до 1050 року. Назва сіверяни в останнє зустрічається літопису за 1024 роком. Сіверяни асимілюються до руської народності.

## Пізнє середньовіччя

### Давньоруська доба
За Київської Русі річка Сейм йменувалася Сємь. У 1000—1100 роках племінні центри розорюються й частина сіверян мігрує. Меншає чисельність поселень. Зникають роменські городища Горналь та Переверзеве-2.
У 1000—1300 роках життя концентрується біля декількох великих городищ з роменської культури, біля яких зосереджені великі селища. Найбільш відомі:
- над Сеймом Липине,
- над річкою Рать Беседине,
- у Димитрівському районі над річкою Свапа у сільця Моїсеєве городище, селище та могильник, у сільця Старий Город (городище й селище), Виникають з руською експансією в 1000—1200 роках руські пам'ятки у Рильському районі у сільця Корінське з городища й 3-х селищ. Подібні городища були давньоруськими містами з дитинцем, колоградом, посадом.

За заповітом Ярослава Мудрого Курськ увійшов до Переяславського князівства. Проте приблизно у 1100 році вже входив до Чернігівського князівства. На цей час формується Посємська волость з посадом у Курську. За 100 років після Ярослава за підрахунками А. К. Зайцева Посємья з Курськом належали Переяславському князівству біля 60 років та Чернігівському князівству — біля 40 років. Остаточне входження Посем'я до Чернігова відбулося у середині XII сторіччя.

### Курське й Рильське князівства
У 1150—1200 роках «Курськ з Посем'єм» перетворюється на удільне Курськое князівство. З'являються підпорядковані Курському Рильське (Рильськ) та Липовицьке (Липовицьк) князівства. Середній син Ігор Святославич князював у Курську.
Курський князь за битви на Калці 1223 року перерахований другим серед чернігівських князів. 1239 року Курське князівство спустошене татарами.
У руських літописах згадуються тільки два міста Курщини: Рильськ й Курськ.

#### Рильськ
Ймовірно, що Рильськ був більшим за площею та значенням. Дитинець Рильська розташований на Горі Івана Рильського на шарі роменського городища. Культурний шар Рильська сягає 5 метрів. Тут знаходився також Кологород (Вознесенська Гора) та Посад. Вперше Рильськ згадується 1152 року у складі Сіверського князівства. Тут починав князювати чернігівський князь Святослав Ольгович.

#### Курськ
За розкопками Курськ мав Дитинець, вищий (північніше) й нижній (південніше дитинця) посади. Курськ був положений на мису при впливі річки Кур до річки Тускар. Культурний шар Курського дитинця майже наполовину менший рильського — 2,6 метри.

#### Липовичеськ
У Лаврентівському літописі за 1287-91 роками згаданий князь Святослав Липовицький. Довготривала дискусія щодо розташування Липовичеська зокрема пропонувала сучасне місто Липецьк. Останні дослідження багатьох археологів пов'язали Липовичеськ з Липинським городищем над річкою Сейм у Жовтневому районі. Липинське городище складене з дитинця та посада площею до 25 га та курганного й ґрунтового могильників, що не збереглися. Місто ймовірно починає існування у 800—1000 роках за роменської культури. Значна частина міста забудована у 1000—1100 роках. У той же час більша частина міста була знищена пожежею. Місто існувало до великої пожежі, що трапилася у 1190—1210 роках. Частина посада існувала у пізньому середньовіччі.
Інші руські міста невідомі за літописами.

#### Ратське городище (Ратне)
Бесединське або Ратське городище над річкою Рать оточене селищами: Городище-1, Городище-2, Шеховцеве-1, Шеховцеве-2 й Шеховцеве-3, та могилами у сільців Городище та Шеховцеве.
За думкою В. В. Єнукова Ратське городище є залишками руського міста Ратун (Ратне), що згадується у ярлиці кримського хана Менгли І Гірея литовському князю Сигизмунду І-му у 1507 році.
Городище виникло тут за скіфоподібної посеймської попільникової культури. Складення міста з дитинця та посаду, а також гурту селищ навколо городища трапилося у 800—1000 роках за роменської культури. Роменське місто гине у пожежі приблизно у 1050—1100 роках. У 1100—1200 роках робудовується вже руське місто. До нього додається кологород, захищений валом та ровом. Площа руського міста сягняла 13 га. На території кологорода існувала домонгольська церква.

#### Гочевське городище
Розташоване на півдні області у Попсіллі у Біловському районі над річкою Псел. Тут є два городища (Крута Могила й Царський палац), посад та могильник. Весь міський комплекс взаємопов'язаний й відображає певні етапи розвитку поселення у 800—1240 роках.
Спроба Ю. А. Ліпкінга пов'язати Гочевський комплекс з руським містом Римів не витримує ніякої критики. Римів певно локалізується над річкою Сула.
У 800—1000 роках за роменської культури існували городище на Крутій Могилі та суміжне селище. Тут найраніші поховання трупоспалень на могилі.
Ймовірно, що у 1000—1020 роках на місці роменського поселення виникає прикордонне руське місто-замок. До першого городища додається руське городище Царського Палацу, що, ймовірно вказує на те що воно було дитинцем. Суміжне селище-посад обноситься валом.
Біля міста великий за розмірами могильник (понад 3600 могил; на 1994 рік збереглися тільки 222). У могильнику превалюють трупопокладення. Поховання 10-11 сторіч багате на етнічні предмети різноманітних племен (сіверян, радимичів, угро-фінів), що вказує на різноетнічне населення, ймовірно пов'язане торговим значенням прикордонного міста. Основна маса поховань припала на 11-12 сторіччя. У 34 могилах виявлені поховання дружинників зі зброєю, що вказує на важливе стратегічне значення міста у військових змаганнях Русі.
У 1190—1200 роках язицьке кладовище з похованнями під могилами припиняє дію. Християнське міське кладовище переноситься на могильник № 2.
У середині 13 сторіччя життя міста припиняється за причиною татарської навали 1239 року.

### Татарська доба
За В. В. Єнуковим у 1239 році Курським князівством вздовж річки Сейм на Чернігів пройшла монголо-татарська орда. Після неї, за даними археології, на Курщині залишилося геть нечисленні послення.

#### Баскак Ахмат
Ця територія керувалася баскаком Ахматом. За Лаврентівським літописом у 1283—1284 роках створив дві золотоординські слободи, які князі Олег Рильсько-Ворголський й Святослав Липовицький за підтримки хана Телебуги зруйнували. Силами Ногайської Орди Ахмат розорив Ворголське, Рильське й Липовицьке князівства й відновив золотоординські слободи. Ахмат пішов у Ногаєву Орду, а у слободах залишив двох братів. Святослав Липовецький напав на слободи, населення яких розсіялося. Ахматові брати сховалися у Курську. Олег Рильсько-Воргольський за волею хана й підтримки татар убив Святослава. На це брат Святослава Олександр убив Олега та двох його синів.
За знахідками золотоординських матеріалів у двох колишніх руських містах виявлено дві золотоординські слободи:
1. Бесединське городище над річкою Рать (ймовірно руське місто Ратне), зустрічається золотоординська кераміка XIV сторіччя, золотоординські монети (одна 1370-х років); за функціонування татарської слободи зберігалася руська назва міста
2. городище у Леб'яжого.

У XIV сторіччі зберігалося Липинське городище, що ототожнюється з руським княжим містом Липовицьком, на якому знайшли руську кераміку XIV сторіччя.

### Литовські та московські часи
За пізнього середньовіччя виникають численні села, що знаходяться на території сучасних сел, що ускладнює збереження археологічних пам'яток й дослідження саме цього періоду. Кераміку 1400—1700 років можливо зустріти майже в усіх населених пунктах, що утворилися саме за того періоду.
Княжі руські міста Рильськ й Курськ продовжили існування, а Липовицьк не перетнув межу XV сторіччя.
Частина Куської області дариться кримським ханом Менгли І Гіреєм великому литовському князю Сигизмунду I за 1507 роком, де згадується Курська тьма, Рильськ та Ратне (в іншому джерелі Ратун).
У XVI сторіччі Курщина відходить до Московського царства й починає заселятися з півночі. У Курську московська держава будує середньовічну фортецю, що була розібрана у XIX сторіччі.